# 크로아티아 자연사 박물관
크로아티아 자연사 박물관(크로아티아어: Hrvatski prirodoslovni muzej)은 크로아티아 자그레브에 있는 고고학 박물관이다. 